# Manci híd
A Manci híd a második világháborúban lerombolt Margit híd mellett épített ideiglenes hajóhíd (pontonhíd) volt. 1946 májusára készült el, a Lukács fürdő kertjéből a Margit-szigeten át a Sziget (ma Radnóti Miklós) utcánál érte el a pesti partot. Ezt a hidat a néphumor a Margit név becézése alapján Mancinak nevezte el. Tervezője Mistéth Endre volt.

## Története

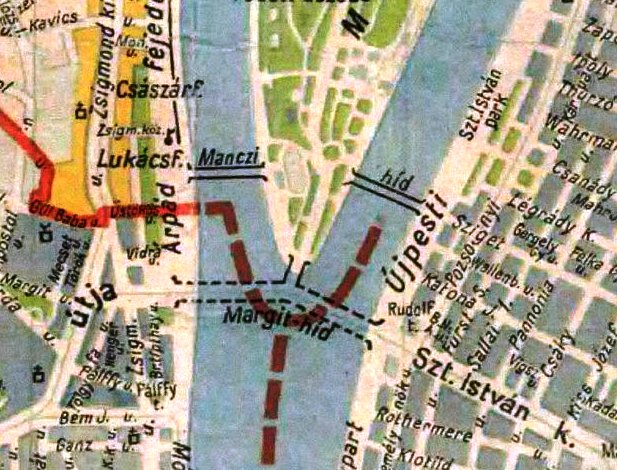
A Manci híd pozíciója Budapestnél

1944. november 4-én, a szombati csúcsforgalom idején fölrobbant a Margit híd Pesttől a Margit-szigetig terjedő hídszakasza, műszaki hiba miatt a tervezettnél korábban. A hídszakasz összeomlásakor közel 600 ember vesztette életét, közöttük a háromszoros olimpiai bajnok vívó, Kabos Endre is. 1945. január 18-án hajnalban pedig a megmaradt budai részt a többi híddal együtt a németek fölrobbantották. A világháború viszontagságai miatt nem építették azonnal újjá. Budapest ostroma után az épen maradt mederpilléreken fajármokra szerelt kis kábelhidat építettek, amely gáz- és postai vezetékeket hordozott. Följebb a folyón, az eredeti híd roncsai mellett a Vörös Hadsereg fa cölöphidat épített 1945 áprilisában, ezt azonban 1946. január 11-én elvitte a jégzajlás.
1946 tavaszára a cölöphíd helyén pontonhíd épült, amit a köznyelv Mancinak nevezett el. A hídon egy 2,2 méter széles kocsiút és két 1 méteres járda fért el. A járműforgalom iránya, illetve a ponton megnyitásának ideje órarend alapján volt szabályozva. A hídra legfeljebb 5 tonnás jármű hajthatott fel.
Az új Margit hidat a Ganz gyár tervei alapján építették meg, és 1948. augusztus 1-jén adták át a forgalomnak. Röviddel ezután az így már feleslegessé vált és ideiglenes Mancit elbontották.

### Forgalma
A kerékpáros osztályparancsnokság által végzett jármű- és gyalogosforgalom-számlálás eredménye szerint 1946. szeptember 17-én a Manci hídon 1483 jármű és 15.300 gyalogos haladt át.

## Lásd még
- Margit híd

## Külső hivatkozások
- Budai Polgár Online – Kerületünk hídja (Utolsó hozzáférés: 2015. június 6.)
- Blogámia – Manci, a vén luxushíd
- Cikkek a Margitszigetről és a Margit hídról
- Kép – 56-os Intézet